# Krogulec szarobiały
Krogulec szarobiały (Tachyspiza princeps) – gatunek średniej wielkości ptaka drapieżnego z rodziny jastrzębiowatych (Accipitridae). Jest endemiczny dla wyspy Nowa Brytania w Archipelagu Bismarcka. Słabo poznany, bardzo rzadko spotykany ptak. Narażony na wyginięcie.
SystematykaBlisko spokrewniony z krogulcem nowogwinejskim (T. poliocephala), za którego podgatunek był niekiedy uznawany. Jest to takson monotypowy – nie wyróżnia się podgatunków.
RozmiaryDługość ciała około 45 cm; rozpiętość skrzydeł: 75–86 cm.
Ekologia i zachowanieŻyje w lasach górskich na wysokościach od 200 do 1600 m n.p.m. (zwykle 760–1430 m n.p.m.), choć pojawiał się też na wysokości około 50 m n.p.m. Nie migruje. Jego zwyczaje żywieniowe nie są dokładnie poznane. Stwierdzono jednak, iż w skład jego diety wchodzą owady i małe ptaki.
StatusMiędzynarodowa Unia Ochrony Przyrody (IUCN) od 2008 roku uznaje krogulca szarobiałego za gatunek narażony (VU – vulnerable); wcześniej, od 1988 roku miał on status „bliski zagrożenia” (NT – near threatened). Ptak ten znany jest jedynie z czterech okazów oraz z niezbyt licznych stwierdzeń. Liczebność populacji szacuje się na 2500–9999 dorosłych osobników. Trend liczebności populacji uznaje się za spadkowy. Główne zagrożenie dla gatunku to utrata i degradacja siedlisk.